# 西澳光尾海龍
西澳光尾海龍（学名：Festucalex scalaris），为輻鰭魚綱棘背魚目海龍魚科光尾海龙属的其中一種，該物種主要分布於東印度洋的澳洲海域，體長可達18公分，棲息在海草床，卵胎生。